# Spilosoma milloti
Spilosoma milloti là một loài bướm đêm thuộc phân họ Arctiinae, họ Erebidae.